# Springer Nature
Die Springer Nature AG & Co. KGaA ist eine wissenschaftliche Verlagsgruppe mit Hauptsitz in Berlin  und weltweiten Dependancen. Sie zählt zu den zehn umsatzstärksten Verlagsgruppen der Welt.

## Geschichte
Die Springer Nature entstand im Mai 2015 aus dem Zusammenschluss der Nature Publishing Group, Palgrave Macmillan und Macmillan Education (alle von der Verlagsgruppe Georg von Holtzbrinck) mit Springer Science+Business Media. Im selben Jahr wurde außerdem die J. B. Metzler’sche Verlagsbuchhandlung übernommen.
In der Gesellschafterversammlung vom 5. April 2018 wurde die formwechselnde Umwandlung der Gesellschaft in die Springer Nature AG & Co. KGaA mit Sitz in Berlin (Amtsgericht Charlottenburg (Berlin) HRB 195463 B) beschlossen. Für 2018 plante das Unternehmen einen Börsengang. Dieser wurde jedoch kurzfristig aufgrund zu geringer Nachfrage während der Zeichnungsfrist abgesagt.
2021 kündigte die BC Group die Auflage eines Fonds von 1 Mrd. Euro für weitere Investitionen in Springer Nature an.
Springer Nature ist am 4. Oktober 2024 im zweiten Anlauf in den Handel an Wertpapierbörsen aufgenommen worden. Im Dezember 2024 ist die Aktie in den Nebenwerte-Index SDax aufgerückt.

## Unternehmen

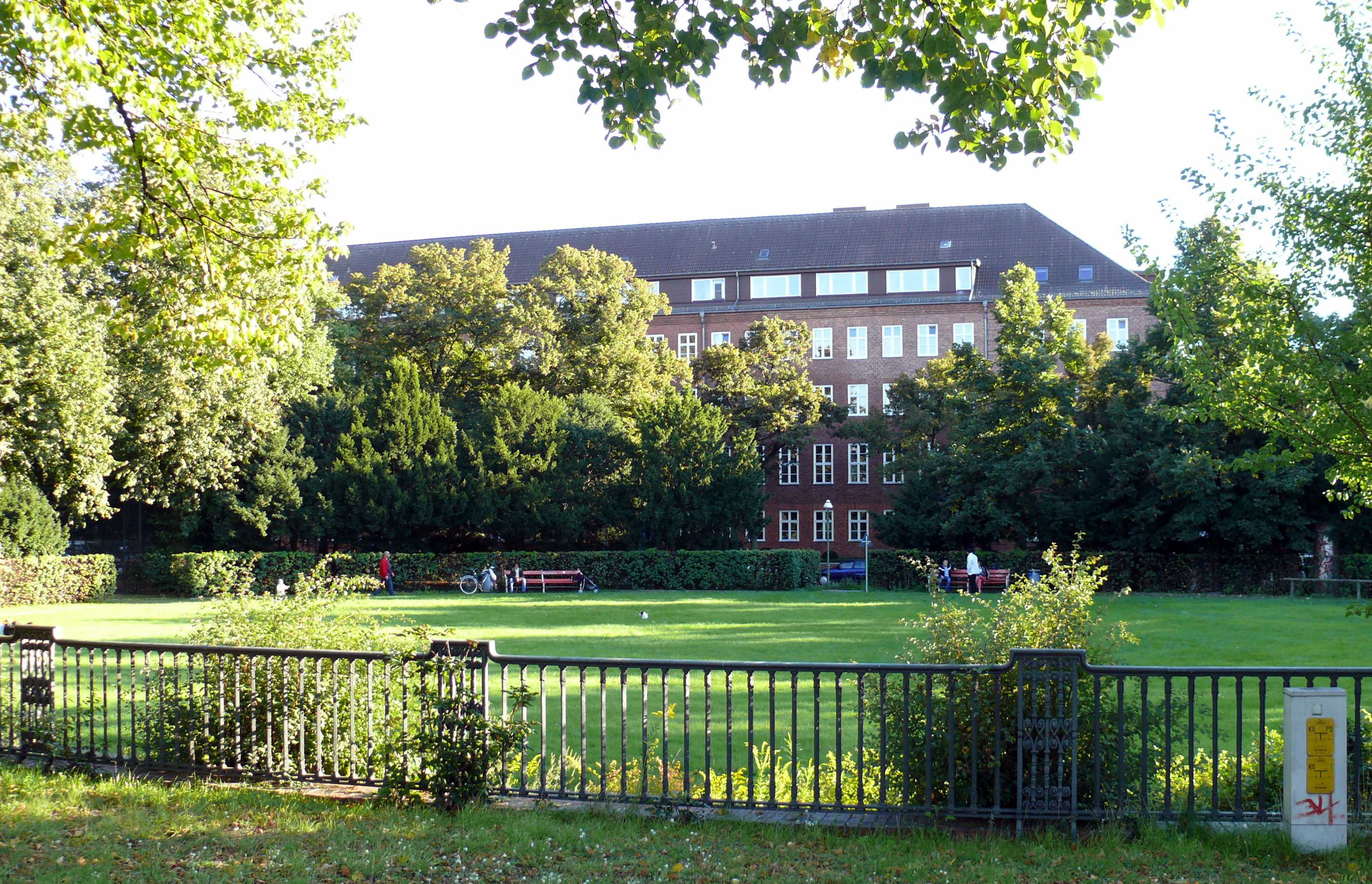
Sitz von Springer Nature in Berlin

Die Springer Nature AG & Co. KGaA hat einen persönlich haftenden Gesellschafter, die Springer Nature Management Aktiengesellschaft mit Sitz in Berlin, der die Gesellschaft allein vertritt.

### Anteilseigner
53 % der Anteile hält die Verlagsgruppe Georg von Holtzbrinck. Die restlichen 47 % hält der Private-Equity-Investor BC Partners.

### Wirtschaftszahlen
Der Jahresumsatz der Verlagsgruppe im Jahr 2023 belief sich auf 1,85 Milliarden Euro.

### Standorte
Neben dem Haupt-Sitz in Berlin am Heidelberger Platz und dem zweiten Berliner Büro in der Geneststraße, ist der größte Standort von Springer Nature mit 900 Mitarbeitern in Heidelberg angesiedelt. Weitere Standorte gibt es in Hamburg, Köln, München, Neu-Isenburg und Wiesbaden.

### Wortmarken
Die Verlagsgruppe bringt 13.000 Fachbuchtitel jährlich auf den Markt und verlegt rund 3000 Fachzeitschriften (Stand: 2024).
Imprints sind:
- Ärztezeitung
- Adis
- Apress
- Asser Press
- BMC (früher BioMed Central)
- Bohn Staffeu van Loghum
- Castillo
- Codes Rousseau
- DriversCoach
- Editorial Support
- Estrada
- Etrasa
- ffs Fahrlehrer Fahrschule
- Fuchsbriefe
- Fumo Solutions
- Hubert Ebner
- Humana Press
- Macmillan Education
- mdb Medizinisches Bildungszentrum Deutschland
- J. B. Metzler
- Namibia Publishing House
- Nature Portfolio
- Nature Publishing Group
- Palgrave
- Palgrave Macmillan
- Planète Permis
- Puerto de Palos
- Rendement
- Scientific American
- Spektrum der Wissenschaft
- Springer
- Springer Gabler
- Springer Healthcare
- Springer Medizin
- Springer Nature
- Springer Pflege
- Springer Science+Business Media (bis 2015)
- Springer Spektrum
- Springer Vieweg
- Springer VS
- Transfer Desk Service
- Trias
- VDI
- Verlag Heinrich Vogel
- Wendel-Verlag

Keine Marken (Imprints), sondern Teilgesellschaften der Springer-Nature-Gruppe sind die Springer Fachmedien und die Springer Fachmedien Wiesbaden. Springer Nature ist der allgemeine Name für die Firmengruppe, aber auch ein Imprint. 'Springer' ist zwar manchmal noch die Kurzbezeichnung für den Verlag, aber auch ein Imprint.

## Partnerschaften
Im Jahr 2019 vereinbarten Springer Nature und das soziale Netzwerk Researchgate eine Partnerschaft.

## Kontroversen
2017 sah sich Springer Nature Vorwürfen des vorauseilenden Gehorsams gegenüber den chinesischen Behörden sowie der Zensur ausgesetzt, als bekannt wurde, dass der Verlag den Zugang zu mindestens eintausend Artikeln zu den Zeitschriften Journal of Chinese Political Science und International Politics von China aus blockierte. Die Artikel enthalten »politisch sensible« Stichwörter wie Taiwan, Tibet, Xinjiang, Hongkong, Tian’anmen und Kulturrevolution.